# Lega Socialdemocratica dei Lavoratori e dei Piccoli Proprietari
La Lega Socialdemocratica dei Lavoratori e dei Piccoli Proprietari (in finlandese: Työväen ja Pienviljelijäin Sosialidemokraattinen Liitto - TPSL) è stato un partito politico di orientamento socialdemocratico attivo in Finlandia dal 1959 al 1973.

## Risultati elettorali
| Elezioni | Seggi | Voti    | %     |
| 1958     | 3     | 33.947  | 1,75% |
| 1962     | 2     | 100.396 | 4,36% |
| 1966     | 7     | 61.274  | 2,59% |
| 1970     | 0     | 35.453  | 1,40% |
| 1972     | 0     | 25.527  | 0,99% |

| Controllo di autorità | VIAF (EN) 144283415 · LCCN (EN) n83073036 |